# Dialecticopteryx akonis
Dialecticopteryx akonis är en insektsart som först beskrevs av Matsumura 1931.  Dialecticopteryx akonis ingår i släktet Dialecticopteryx och familjen dvärgstritar. Inga underarter finns listade i Catalogue of Life.